# Peter Sandoval
Peter Harry Sandoval Mersing (San Rafael Pie de la Cuesta; 22 de abril de 1947-Ciudad de Guatemala; 9 de septiembre de 2020) fue un futbolista guatemalteco que jugaba como delantero. Fue el primer jugador en anotar gol en el Estadio Ricardo Saprissa.

## Trayectoria
Inició entrenando con el Marquense, sin embargo, no fue su jugador oficialmente ya que la Universidad de San Carlos de la Liga Nacional lo trajo a sus filas en 1968.
En 1970 fue fichado por el Comunicaciones, club con que se quedó una gran parte de su carrera, ya que salió hasta 1980. Estuvo de préstamo con Cobán Imperial de 1977 a 1978.
Jugó en la Segunda División con Sanarate en 1981-1982 y Santa Rosa en 1983-1984. Fue fichado por el Once Lobos de la Primera División de El Salvador y se retiró profesionalmente tras descender de categoría en 1987.

## Selección nacional
En 1976, participó con la selección de Guatemala en los partidos del grupo 2 ante Israel y México del torneo de fútbol de los Juegos Olímpicos de Montreal.

### Participaciones en Juegos Olímpicos
| Torneo                   | Sede     | Resultado     |
| ------------------------ | -------- | ------------- |
| Juegos Olímpicos de 1976 | Montreal | Primera ronda |

## Clubes
| Club                      | País        | Año       |
| ------------------------- | ----------- | --------- |
| Universidad de San Carlos | Guatemala   | 1968-1970 |
| Comunicaciones            | Guatemala   | 1970-1980 |
| Cobán Imperial (cesión)   | Guatemala   | 1977-1979 |
| Sanarate                  | Guatemala   | 1981-1982 |
| Santa Rosa                | Guatemala   | 1983-1984 |
| Once Lobos                | El Salvador | 1984-1987 |

## Palmarés

### Títulos nacionales
| Título        | Equipo         | País      | Año     |
| ------------- | -------------- | --------- | ------- |
| Liga Nacional | Comunicaciones | Guatemala | 1970-71 |
| Liga Nacional | Comunicaciones | Guatemala | 1971    |
| Liga Nacional | Comunicaciones | Guatemala | 1972    |
| Copa Nacional | Comunicaciones | Guatemala | 1972    |
| Liga Nacional | Comunicaciones | Guatemala | 1977-78 |
| Liga Nacional | Comunicaciones | Guatemala | 1979-80 |

### Títulos internacionales
| Título                           | Equipo         | País      | Año  |
| -------------------------------- | -------------- | --------- | ---- |
| Copa Fraternidad Centroamericana | Comunicaciones | Guatemala | 1971 |
| Copa de Campeones de la Concacaf | Comunicaciones | Guatemala | 1978 |